# Саши
Саши́ (фр. Sachy) — коммуна во Франции, находится в регионе Шампань — Арденны. Департамент коммуны — Арденны. Входит в состав кантона Кариньян. Округ коммуны — Седан.
Код INSEE коммуны — 08375.
Коммуна расположена приблизительно в 230 км к северо-востоку от Парижа, в 100 км северо-восточнее Шалон-ан-Шампани, в 33 км к востоку от Шарлевиль-Мезьера.

## Население
Население коммуны на 2008 год составляло 166 человек.
| 1962 | 1968 | 1975 | 1982 | 1990 | 1999 | 2008 |
| ---- | ---- | ---- | ---- | ---- | ---- | ---- |
| 132  | 138  | 119  | 172  | 150  | 162  | 166  |

## Экономика
В 2007 году среди 109 человек в трудоспособном возрасте (15—64 лет) 69 были экономически активными, 40 — неактивными (показатель активности — 63,3 %, в 1999 году было 77,6 %). Из 69 активных работали 61 человек (36 мужчин и 25 женщин), безработных было 8 (2 мужчин и 6 женщин). Среди 40 неактивных 8 человек были учениками или студентами, 13 — пенсионерами, 19 были неактивными по другим причинам.

## Фотогалерея

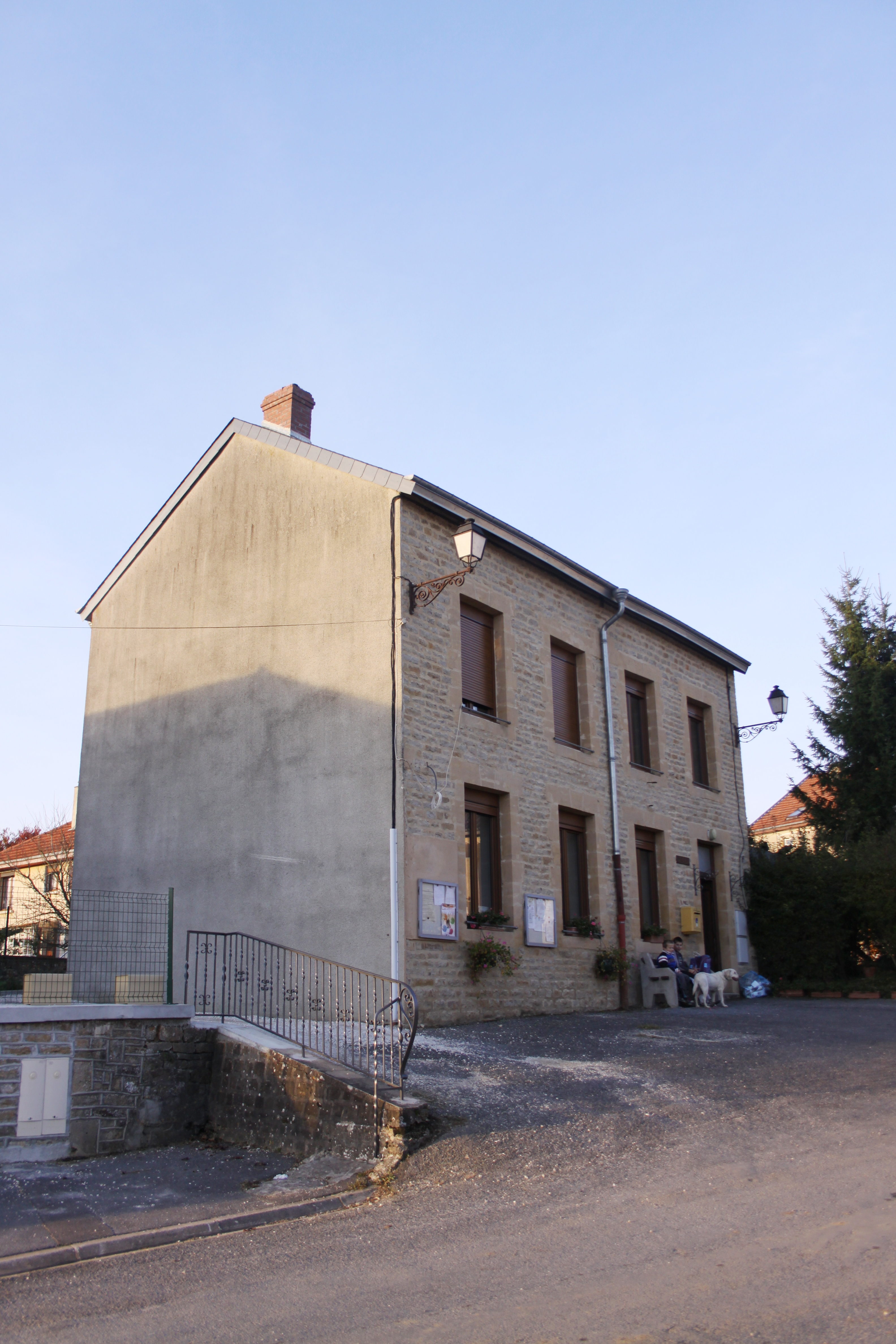
Мэрия
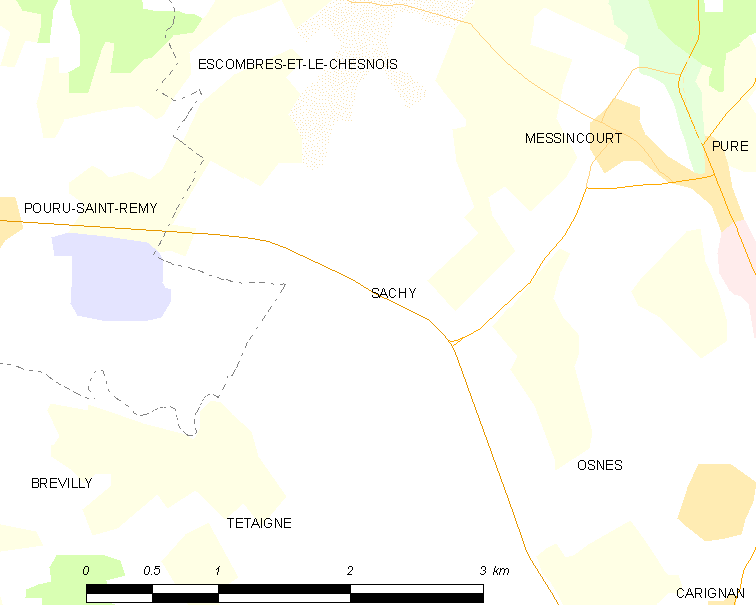
Карта коммуны